# Pria
Pria är ett släkte av skalbaggar som beskrevs av Stephens 1830. Pria ingår i familjen glansbaggar.
Släktet innehåller bara arten Pria dulcamarae.

## Bildgalleri

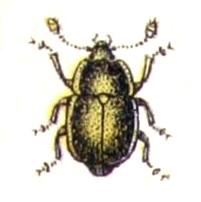